# Кампофредо III (Кампобасо)
Кампофредо III је насеље у Италији у округу Кампобасо, региону Молизе.
Према процени из 2011. у насељу је живело 17 становника. Насеље се налази на надморској висини од 597 м.